# Totem (insegna scout)

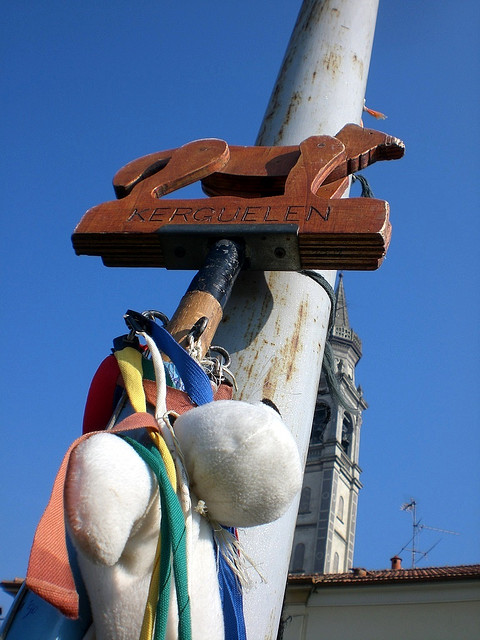
Il totem di un branco italiano

Il Totem è un bastone che reca in cima una testa di lupo o un lupo scolpiti (tipicamente in legno), utilizzato come simbolo in un Branco di Lupetti.

## Idea originale
Il Totem viene descritto da Baden-Powell (fondatore dello scautismo) nel suo Manuale dei lupetti come insegna del Branco, che trae origine dai Totem degli Indiani d'America e che come questi è costituito da un palo con sopra una testa di animale. Essendo la testa di lupo il simbolo dei Lupetti, è proprio questa che bisogna porre sopra il bastone (scolpita o intagliata nel legno, o addirittura imbalsamata). Ogni Branco deve possedere un Totem e curarlo con rispetto.
Riguardo al suo utilizzo, Baden-Powell sottolinea come esso debba essere presente durante i Cerchi di Parata (ad esempio quello per l'Investitura del Lupetto a Due Stelle, dove il Lupetto ripete la Promessa afferrando e guardando negli occhi il Totem, oppure quello per la Salita al reparto).
Un altro importante scopo del Totem è quello legato alle specialità: quando un Lupetto guadagna una specialità, infatti, viene attaccato sul Totem un nastro del colore della specialità, in fondo al quale è a sua volta attaccata un'etichetta con il nome del Lupetto. In questo modo un Totem con molti nastri colorati funge da stimolo sia ai Lupetti di quel Branco (per migliorarsi e contribuire ad avere un Totem ricco) sia ad altri Branchi (per guadagnare altrettante specialità rinfoltendo così il proprio Totem). Oltre ai nastri delle specialità, si possono attaccare al Totem anche altre insegne (Baaden-Powell cita ad esempio «distintivi d'onore guadagnati dal Branco» e «un chiodo con la testa di ottone per ogni ragazzo che entra nel Branco»).

## Attuale applicazione
Nei Totem recenti è possibile vedere come insegna non una testa di lupo, bensì una figura stilizzata di un lupo intero.

### Francia
Secondo l'antico cerimoniale degli Scouts de France, il lupo o la testa di lupo possono essere di diverso materiale (ad esempio in metallo o in legno). Si può trovare in alcuni Totem anche la figura del lupo di Gubbio che tende la zampa a San Francesco. Il bastone dev'essere alto 1,50 m e avere un diametro di 3-3,5 cm. La sua estremità, indurita col fuoco, non dev'essere rivestita di metallo per evitare che i bambini possano farsi male.

### Italia
Nell'AGESCI il Totem ha il significato di «unità e identità di gruppo».
Nel CNGEI esso viene chiamato "Insegna di Branco" ed è regolamentato secondo i seguenti canoni:
Al centro, la testa di lupo gialla con fascetta recante il motto "Del Nostro Meglio", preceduta dalla sigla
C.N.G.E.I. e seguita dal nome della Sezione e numero del Branco.
Misura cm. 35 X 60 e viene fissato a mezzo di tre fettucce gialle ad un bastone scout»
(Regolamento C.N.G.E.I. aggiornato a luglio 2009, art. L 8.3)